# Cenadi
Cenadi è un comune italiano di 497 abitanti della provincia di Catanzaro in Calabria.

## Storia
Il primo nucleo abitato di Cenadi è possibile sia sorto nel XII secolo per volontà di Ruggero d'Altavilla che aveva individuato la zona per le sue battute di caccia vista la grande quantità di boschi e selvaggina. Fu Casale della Baronia di San Vito e dunque infeudato ai Gironda per poi venire aggregato al Principato di Squillace dal 1414 al 1619 sotto il dominio di casa Borgia. Appartenne ai Fosselli e alla casata Ravaschieri di Girifalco dal 1631 al 1634. In seguito fu Casale dei duchi Caracciolo di Girifalco i quali lo mantennero fino all'eversione della feudalità nel 1806, tranne per un breve periodo nel quale lo detennero un'altra linea dei Caracciolo. L'ordinamento francese del 1799 disposto dal generale Championnet lo includeva nel cantone di Satriano, mentre il successivo decreto francese del 19 gennaio 1807 lo includeva nel governo di Monteleone. Divenne comune il 4 maggio 1811.

### Simboli
Lo stemma e il gonfalone sono stati concessi con decreto del presidente della Repubblica del 24 aprile 2000.
da due stelle di sei raggi, dello stesso, il Santo accompagnato dalla torre di rosso, mattonata e chiusa di nero, una sola metà visibile, uscente dal fianco sinistro, merlata alla guelfa di cinque, due merli e mezzo visibili, il Santo e la torre sostenuti dalla pianura erbosa di verde. Ornamenti esteriori da Comuni.»

## Società

### Evoluzione demografica
Abitanti censiti

## Infrastrutture e trasporti
Il comune è interessato dalle seguenti direttrici stradali: